# Río Yorkín
Río Yorkín är ett vattendrag i Costa Rica, på gränsen till Panama. Det ligger i den östra delen av landet, 140 km öster om huvudstaden San José.